# Mantichora

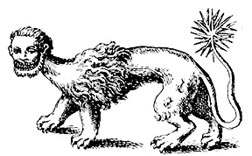
De mantichora met zijn leeuwenlichaam en vleermuisvleugels.

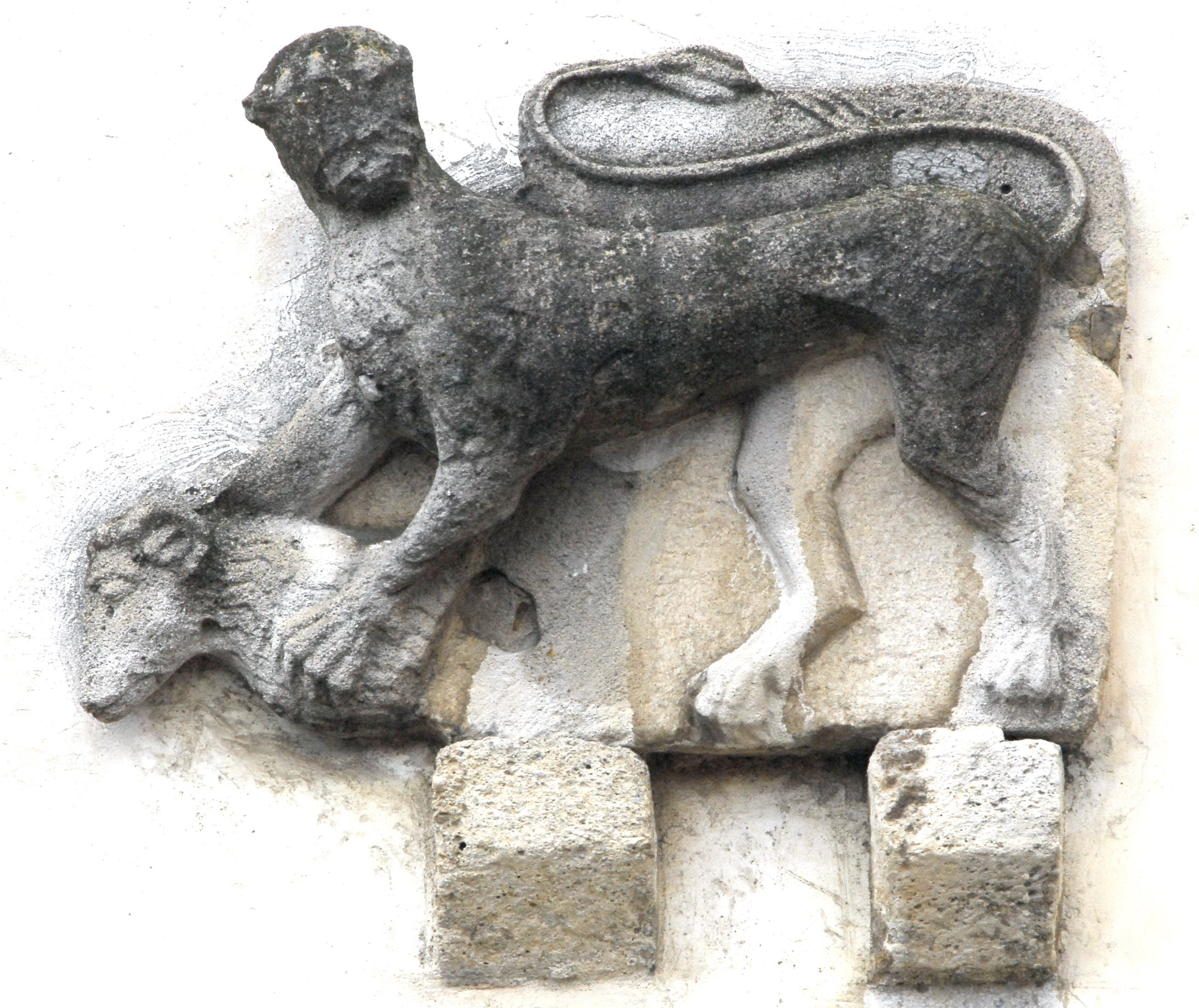
Mantichora op de Wallfahrtskirche in Maria Gail, Oostenrijk

De mantichora of manticora (modern Perzisch: مردخوار mardykhor) (mardkhora, martichoras) is een fabeldier uit de Perzische mythologie. De naam van het gevreesde wilde beest is afkomstig uit het Oud-Perzisch en betekent “menseneter”. Het monster werd doorheen de geschiedenis zowel als mannelijk als, als vrouwelijk afgebeeld.
Dit monster is zo groot als een forse leeuw en heeft een ruige, vermiljoenrode vacht en blauwe ogen. Het gezicht en de oren zijn menselijk, maar in de bek zitten drie rijen tanden. Op zijn hoofd en schorpioenachtige staart groeien dodelijke stekels; lang als een onderarm, dun als een draad. De mantichora is snel, sterk en springt over elk obstakel. De stem van het monster is misleidend aangenaam en lijkt enigszins op het geluid van een panfluit en een trompet. Het jaagt graag dieren angst aan, en eet mensenvlees.
Het valt liefst twee of drie mensen tegelijk aan. Zijn scherpe stekels kan hij afvuren; er groeien onmiddellijk nieuwe stekels voor in de plaats. Alleen de olifant kan zijn aanval overleven, vandaar dat mantichora-jagers deze dieren berijden.
De eerste die de mantichora omschreef en bekendheid gaf, was Ctesias van Cnidus, die beweerde het dier te hebben gezien toen er één door Indië aan de sjah van Perzië werd geschonken.
De mantichora zou afgeleid kunnen zijn van de Bengaalse tijger, die rood lijkt door het zonlicht.

## Afbeeldingen

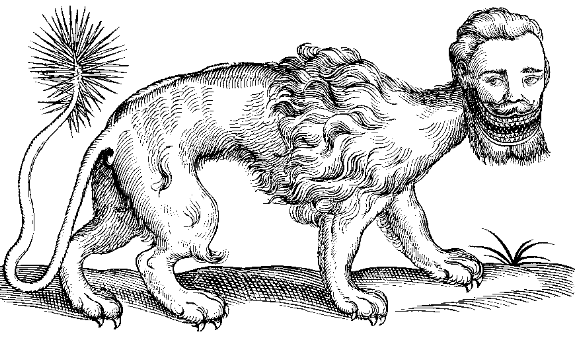
Britse gravure uit 1607
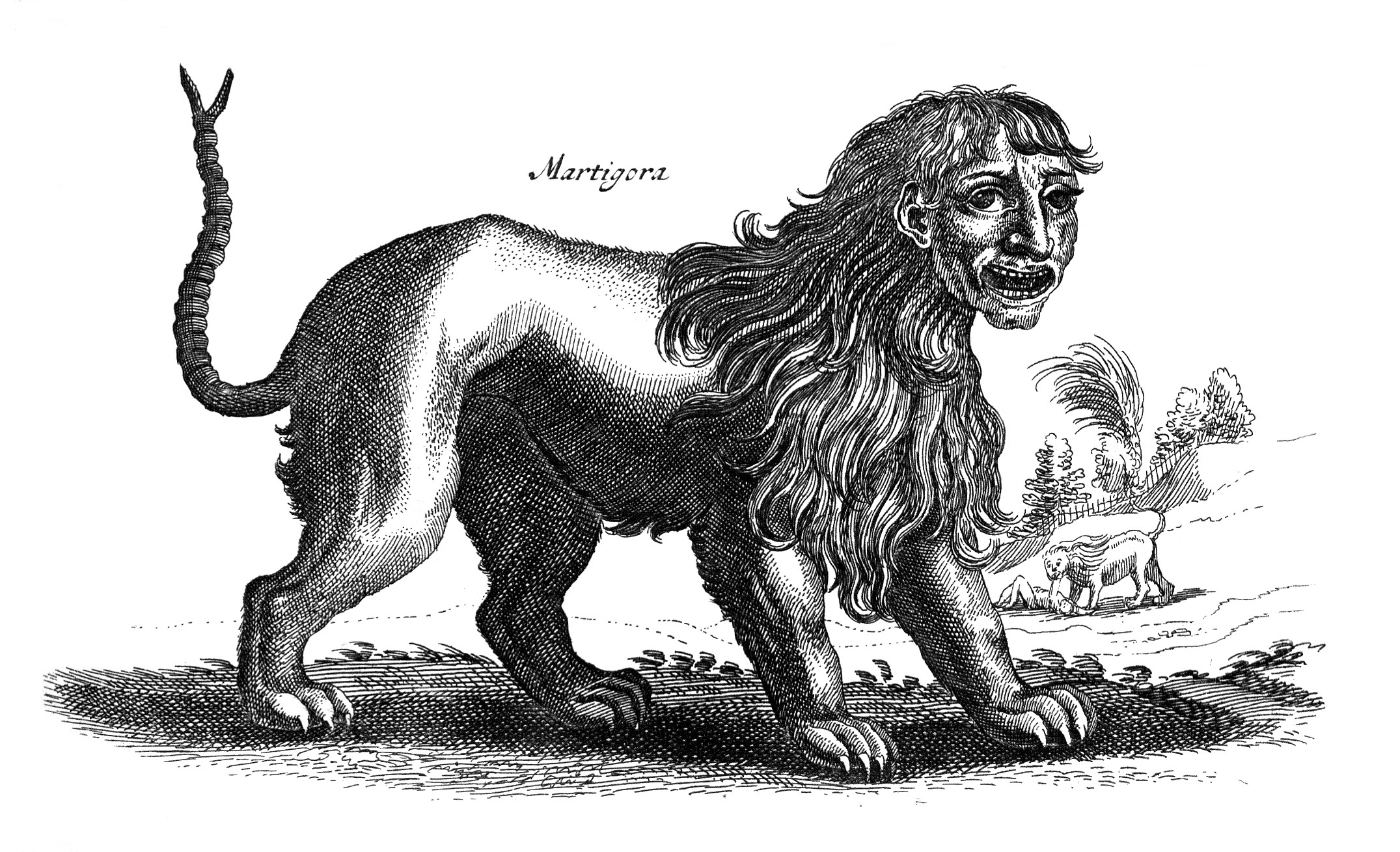
Britse gravure uit 1657
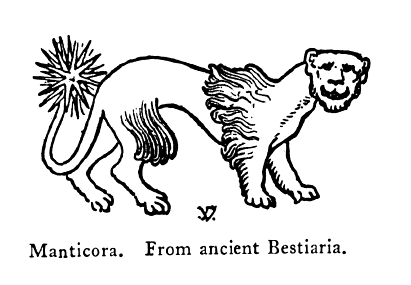
Britse gravure uit 1909